# IC 2837
IC 2837 је елиптична галаксија у сазвјежђу Лав која се налази на листи објеката дубоког неба у Индекс каталогу.
Деклинација објекта је + 10° 18' 47" а ректасцензија 11h 27m 41,9s. Привидна величина (магнитуда) објекта IC 2837 износи 14,8 а фотографска магнитуда 15,8.